# H.K.H. Prins Daniels Lopp
H.K.H. Prins Daniels Lopp är en årlig travtävling som körs i slutet av maj på Gävletravet i Gävle. Loppet har körts varje år sedan maj 2011 och har en prissumma på 400 000 kronor till vinnaren. Loppet ingår i V75 som en Gulddivisionsfinal och är därmed ett Grupp 2-lopp. Loppet körs över en distans på 1609 meter (en engelsk mil) med autostart.
Loppet brukar locka stora namn och bland tidigare vinnare av loppet märks namn som Viola Silas, Mosaique Face och de två elitloppsvinnarna Brioni och Nahar. Segraren av loppet blir även direktkvalificerad till årets upplaga av Elitloppet. Ägarna till 2018 års segrare Heavy Sound valde att tacka nej till att delta i Elitloppet 2018.

## Rekord
Löpningsrekordet i loppet innehas av 2015 års vinnare Mosaique Face, tränad och körd av Lutfi Kolgjini. Ekipaget segrade på tiden 1.09,0 från ledningen, vilket i maj 2015 var den dittills världsårsbästa tiden för säsongen 2015. Detta är även det absoluta banrekordet på Gävletravet. Ekipaget fick en inbjudan till 2015 års upplaga av Elitloppet och slutade på andraplats i Elitloppsfinalen.
Den största skrällen i loppets historia är 2017 års vinnare Workout Wonder som segrade till oddset 12,36. Favoritspelade ekipage har fram till och med 2019 haft svårt i loppet och det lägsta vinnaroddset som någon vunnit till är 2,34, vilket 2019 års segrare Sorbet var spelad till (favorit 2019 var Ringostarr Treb).

## Vinnare
| År   | Häst                                              | Land                                              | Kusk                                              | Tränare                                           | Odds                                              | Tid                                               | Tvåa                                              | Trea                                              |
| ---- | ------------------------------------------------- | ------------------------------------------------- | ------------------------------------------------- | ------------------------------------------------- | ------------------------------------------------- | ------------------------------------------------- | ------------------------------------------------- | ------------------------------------------------- |
| 2024 | Stoletheshow                                      | Norge                                             | Magnus A Djuse                                    | Frode Hamre                                       | 9,46                                              | 1.09,8                                            | Click Bait                                        | Hail Mary                                         |
| 2023 | Mister Hercules                                   | Sverige                                           | Örjan Kihlström                                   | Daniel Redén                                      | 5,42                                              | 1.09,7                                            | Click Bait                                        | Imhatra Am                                        |
| 2022 | Click Bait                                        | Sverige                                           | Per Lennartsson                                   | Stefan Melander                                   | 10,59                                             | 1,10,5                                            | Tycoon Conway Hall                                | Holy Water                                        |
| 2021 | Gareth Boko                                       | Sverige                                           | Magnus A. Djuse                                   | Jerry Riordan                                     | 3,60                                              | 1,09,6                                            | Floris Baldwin                                    | Racing Mange                                      |
| 2020 | Inställt p.g.a. den pågående coronaviruspandemin. | Inställt p.g.a. den pågående coronaviruspandemin. | Inställt p.g.a. den pågående coronaviruspandemin. | Inställt p.g.a. den pågående coronaviruspandemin. | Inställt p.g.a. den pågående coronaviruspandemin. | Inställt p.g.a. den pågående coronaviruspandemin. | Inställt p.g.a. den pågående coronaviruspandemin. | Inställt p.g.a. den pågående coronaviruspandemin. |
| 2019 | Sorbet                                            | Sverige                                           | Örjan Kihlström                                   | Daniel Redén                                      | 2,34                                              | 1.10,2                                            | Mindyourvalue W.F.                                | Ringostarr Treb                                   |
| 2018 | Heavy Sound                                       | Sverige                                           | Kenneth Haugstad                                  | Daniel Redén                                      | 6,04                                              | 1.09,2                                            | Twister Bi                                        | Beau Mec                                          |
| 2017 | Workout Wonder                                    | Finland                                           | Tommi Kylliäinen                                  | Jarno Kauhanen                                    | 12,36                                             | 1.10,0                                            | Wild Honey                                        | Rod Stewart                                       |
| 2016 | Volstead                                          | Sverige                                           | Stefan Melander                                   | Stefan Melander                                   | 5,79                                              | 1.09,8                                            | Nimbus C.D.                                       | Ed You                                            |
| 2015 | Mosaique Face                                     | Sverige                                           | Lutfi Kolgjini                                    | Lutfi Kolgjini                                    | 7,17                                              | 1.09,0                                            | Maven                                             | Papagayo E.                                       |
| 2014 | Truculent                                         | Sverige                                           | Johnny Takter                                     | Lars I Nilsson                                    | 5,14                                              | 1.09,5                                            | On Track Piraten                                  | Kadett C.D.                                       |
| 2013 | Nahar                                             | Sverige                                           | Robert Bergh                                      | Robert Bergh                                      | 8,95                                              | 1.09,7                                            | Harry Haythrow                                    | Mr Picolit                                        |
| 2012 | Brioni                                            | Tyskland                                          | Joakim Lövgren                                    | Joakim Lövgren                                    | 5,84                                              | 1.09,8                                            | Dileva Käll                                       | Alvena Pele                                       |
| 2011 | Viola Silas                                       | Sverige                                           | Fredrik Persson                                   | Fredrik Persson                                   | 11,35                                             | 1.10,9                                            | Sebastian K.                                      | Wellino Boko                                      |